# Bahnhof Absdorf-Hippersdorf

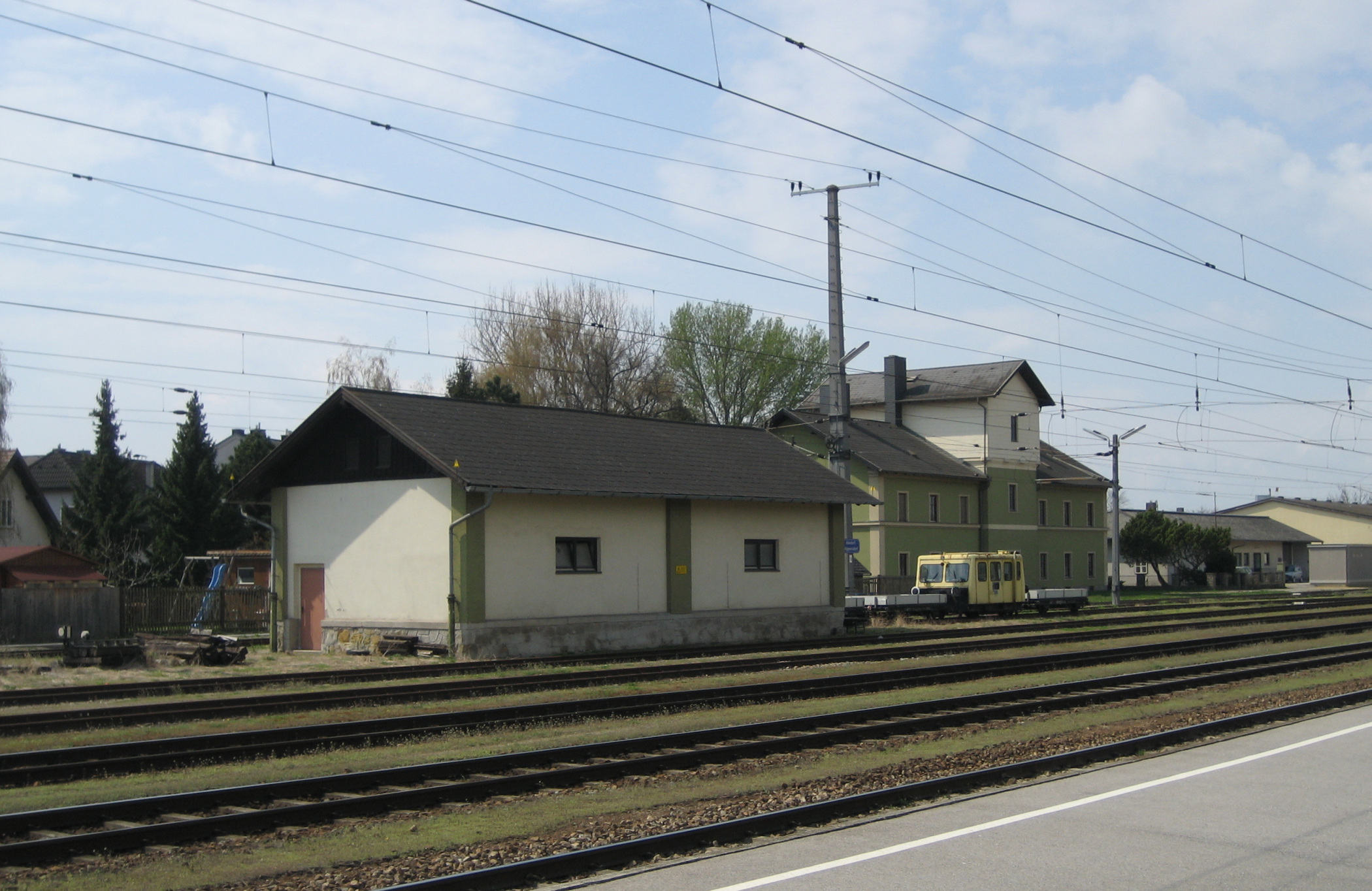
Lokschuppen und weitere Nebengebäude

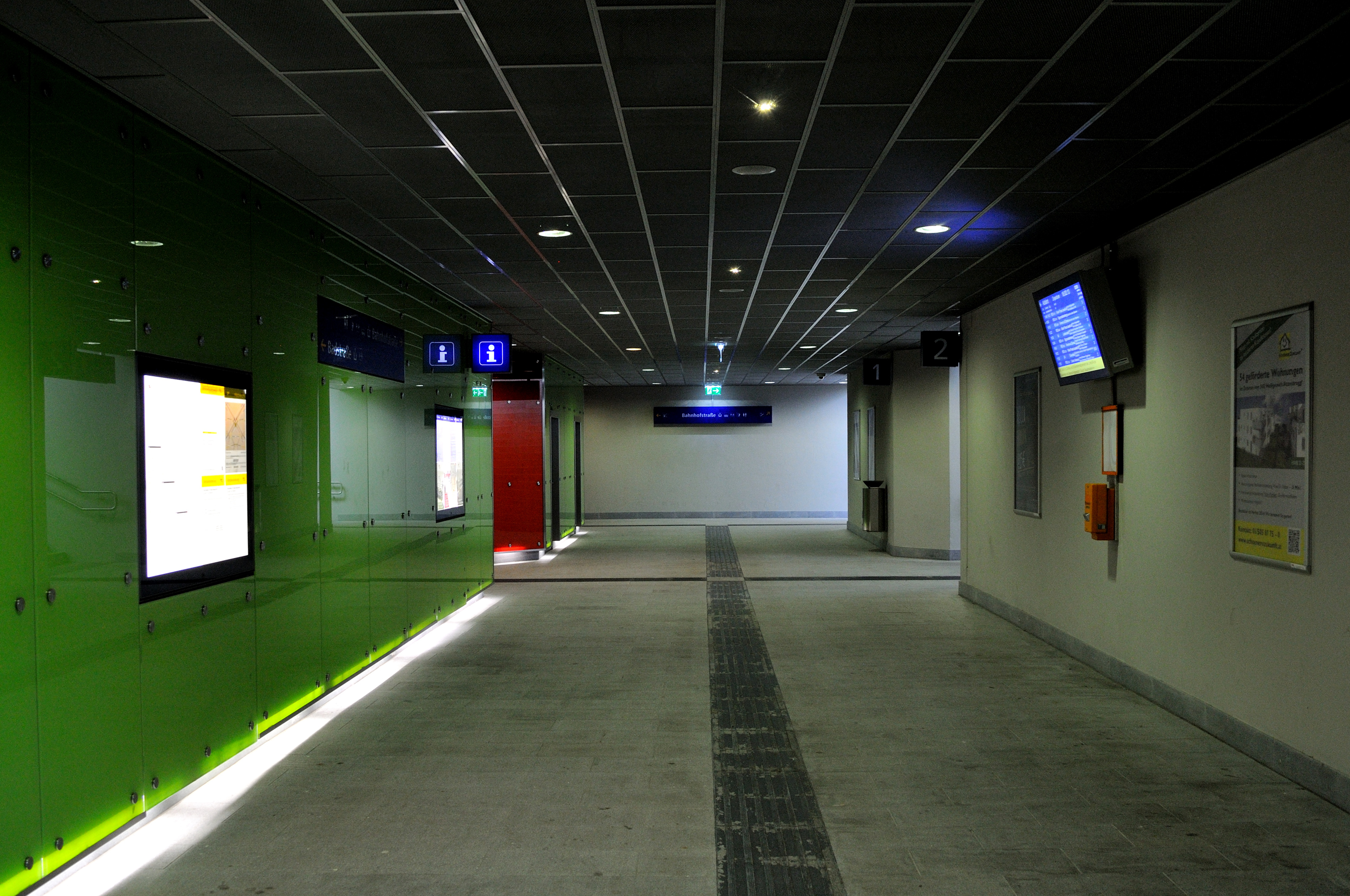
Durch den neuen Personentunnel samt Aufzügen können die beiden Inselbahnsteige barrierefrei erreicht werden

Der Bahnhof Absdorf-Hippersdorf ist ein Verkehrsknotenpunkt an der Franz-Josefs-Bahn in Absdorf in Niederösterreich.

## Geschichte
Die Station Absdorf-Hippersdorf wurde im November 1870 an der damals noch eingleisigen Strecke eröffnet. Bereits damals war die Flügelbahn nach Krems projektiert, die 1872 eröffnet wurde. Eine weitere Verbindung, die Lokalbahn nach Stockerau, wurde 1904 eröffnet.
Die Franz-Josefs-Bahn wurde zwischen 1889 und 1905 zweigleisig ausgebaut, wodurch der Bahnhof Absdorf-Hippersdorf aufgewertet wurde. Bis 1967 wurde die Franz-Josefs-Bahn nach Sigmundsherberg auf ein Streckengleis zurückgebaut. 1979 wurde die FJB von Tulln bis Absdorf-Hippersdorf und die Lokalbahn von Stockerau und 1982 die Strecke nach Krems elektrifiziert. Mit der Elektrifizierung 1985 nach Sigmundsherberg war der Bahnhof von allen Seiten elektrisch erreichbar. Trotz der Bedeutung als Knotenbahnhof Richtung Krems, Stockerau (und weiter nach Wien), Tulln (und weiter nach Wien) sowie ins Waldviertel fuhren die Schnellzüge, die bis in die 1990er Jahre über die Franz-Josefs-Bahn nach Prag, Berlin und Hamburg verkehrten, durch den Bahnhof ohne Halt.

## Anlage
Der ursprüngliche Bahnhof war sehr einfach ausgeführt. Ein erster, durchgreifender Umbau erfolgte in den 1890er Jahren, wo neben dem heutigen Aufnahmegebäude zwei Stellwerke, der Wasserturm und eine Wasserreinigungsanlage errichtet wurden. Aus dieser Zeit stammten der Übergangssteg und das kleine Wartehäuschen am Mittelbahnsteig, die später abgetragen wurden.

## Situation heute
Da der Bahnhof zwischen 2010 und 2012 schrittweise komplett erneuert wurde, ist heute ein barrierefreier Zugang zu den Zügen möglich. Alle Bahnsteige sind mit modernen technischen Hilfsmitteln wie Abfahrtsmonitoren ausgestattet. Der Bahnhof hat vier Bahnsteiggleise, die Bahnsteige sind durch einen Mittelbahnsteig getrennt. Es gibt zwei Gleise ohne Bahnsteig, die für Güterzüge bestimmt sind.
Die Gleise 1 und 4 werden von der Wiener Schnellbahn genutzt, die Gleise 2 und 3 dienen dem Durchgangsverkehr Richtung Waldviertel und Wien.
Westlich des Bahnhofs zweigt die eingleisige elektrifizierte Strecke nach Krems/Donau von der ab hier ebenfalls nur eingleisigen Franz-Josefs-Bahn Richtung Gmünd ab. Östlich des Bahnhofes mündet die Strecke von Stockerau in die dort noch zweigleisige Franz-Josefs-Bahn. 
Der Bahnhof besitzt eine Park+Ride-Anlage südlich der Gleise mit 260 kostenfrei benutzbaren Parkplätzen. Weiters befindet sich eine Bushaltestelle am Bahnhof.

## Verbindungen
| Linie | Verlauf | Takt (min)              | Anmerkung                                                                               |
| ----- | --- | ----------------------- | --------------------------------------------------------------------------------------- |
| REX4  | Wien FJBf – Tulln/Donau – Absdorf-Hippersdorf – Krems/Donau | ≈60                     | Zur Stoßzeit alle 30 min                                                                |
| REX41 | Wien FJBf – Tulln/Donau – Absdorf-Hippersdorf – Sigmundsherberg – Gmünd – České Velenice | ≈60/≈120 (bis Gmünd NÖ) | Zur Stoßzeit alle 30/60 min, nachmittags entfallen tw. die Halte in Absdorf-Hippersdorf |
| S4    | Wiener Neustadt Hbf – Baden – Wien Meidling – Wien Matzleinsdorfer Platz – Wien Hauptbahnhof 1-2 – Wien Quartier Belvedere – Wien Rennweg – Wien Mitte – Wien Praterstern – Wien Traisengasse – Wien Handelskai – Wien Floridsdorf – Stockerau – Absdorf-Hippersdorf (– Tulln Stadt – Tullnerfeld) \|\| ≈60/≈120 \|\| Mo–Fr morgens und ab Mittag alle 60 min, sonst alle 120 min |                         |                                                                                         |

Buslinien
Vor dem Bahnhof befindet sich eine Bushaltestelle, die nur am frühen Morgen und nachmittags von folgenden Linien bedient wird:
- 801: Absdorf-Hippersdorf – Absdorf b. Tulln – Hippersdorf – Zaußenberg – Inkersdorf (– Tiefenthal) – Großwiesendorf – Kleinwiesendorf – Großweikersdorf
- 841: Absdorf-Hippersdorf – Stetteldorf am Wagram – Starnwörth – Eggendorf a. W. – Gaisruck b. Stockerau – Hausleiten b. Stockerau – Goldgeben – Zissersdorf – Stockerau
- 860: Absdorf-Hippersdorf – Absdorf b. Tulln – Hippersdorf – Königsbrunn am Wagram – Unterstockstall – Mitterstockstall – Kirchberg am Wagram